# 20 Dywizja Strzelców Spadochronowych (III Rzesza)
20 Dywizja Strzelców Spadochronowych (niem. 20. Fallschirm-Jäger-Division) – jedna z niemieckich dywizji strzelców spadochronowych. Formowanie (jako dywizja szkoleniowa) rozpoczęto w marcu 1945 roku w okolicach Assen, jednak do końca wojny nie zostało ono dokończone.  Dywizją dowodzić miał generał major Walter Barenthin.

## Planowany skład
- 58 Pułk Strzelców Spadochronowych
- 59 Pułk Strzelców Spadochronowych
- 60 Pułk Strzelców Spadochronowych
- 20 Spadochronowy Batalion Artylerii
- 20 Spadochronowy Batalion Niszczycieli Czołgów
- 20 Spadochronowy Batalion Artylerii Przeciwlotniczej
- 20 Spadochronowy Batalion Moździerzy
- 20 Spadochronowy Pułk Pionierów
- 20 Spadochronowy Batalion Samochodowy
- 20 Spadochronowy Batalion Sanitarny